# هيوستن ديل
هيوستن ديل (بالإنجليزية: Huston Diehl)‏ هي أكاديمية أمريكية، ولدت في 1948، وتوفيت في 2010.